# Mircea Mihordea
Mircea Mihordea (n. 8 noiembrie 1953)  este un fost senator român în legislatura 2000-2004 ales în județul Maramureș pe listele partidului PRM. În cadrul activității sale parlamentare, Mircea Mihordea a fost membru în grupurile parlamentare de prietenie cu Republica Coreea, Statul Kuwait și Republica Kazahstan. Senatorul Mircea Mihordea a înregistrat 34 de luări de cuvânt în 25 de ședințe parlamentare. 